# EMCOMホールディングス
株式会社EMCOMホールディングス（エンコムホールディングス、EMCOM HOLDINGS CO., LTD.）は、かつて存在した日本の不動産業・資源流通事業・ディスプレイ販売事業等をおこなう企業グループの持株会社である。
前身はゲームソフト開発会社のジャレコだが、新旧分割による持株会社化（ジャレコ・ホールディングへの社名変更、会社分割による（新）ジャレコの設立）を経た後、（新）ジャレコはゲームヤロウに売却されてグループから離脱し、現在は資本関係もない。
金融事業・不動産事業を中心に展開していたが、2010年以降両事業とも縮小を続け、業態転換を図ったものの、2012年は旅行商品販売事業及びK-1主催事業へ参入直後に撤退する一方、主眼に置いている資源流通事業の展開も遅れるなど、主要業務が定まらない状況であった。
上場廃止後には事実上の事業停止状態となる。公式ホームページも閉鎖。

## 略史

### ゲーム開発会社時代
- 1974年10月、株式会社ジャパンレジャーとして設立。創業者は金沢義秋。アミューズメント機器商社としてスタート。
- 1983年3月、株式会社ジャレコに商号変更。
- 1988年9月、社団法人日本証券業協会（現JASDAQ）に店頭登録。
- 2000年10月、香港パシフィック・センチュリー・サイバーワークス (PCCW) が筆頭株主になり、パシフィック・センチュリー・サイバーワークス・ジャパン株式会社（PCCW Japan）に商号変更。
- 2004年、株式会社ジャレコに商号変更（元に戻す）。
- 2005年8月、筆頭株主が英Sandringham Fund SPC Limitedに。このころより投資事業に参入。
- 2006年2月、日本中央地所（後のEMCOMリアルティ、EMCOMトレーディング、PHYLLITE）を買収。不動産事業に参入。

### 持株会社化以降
- 2006年7月3日、株式会社ジャレコ・ホールディングに商号変更。持株会社化し、ゲーム事業は株式会社ジャレコ（新設の完全子会社）に移管。
- 2007年10月、筆頭株主が韓国STIC Pioneer Fund II、他主要株主がゲームヤロウ株式会社、A2i Co., Ltd.に。
- 2008年1月、ハナマサが持分法適用関連会社から除外。
- 2008年3月、livedoorグループのEMCOM株式会社を買収、システム開発事業に参入。
- 2009年1月、ジャレコを株式交換でゲームヤロウに売却。ジャレコHLD本社からはゲームヤロウの資本が抜ける。ゲーム事業から完全撤退。
- 2009年4月、現社名株式会社EMCOMホールディングスに商号変更。
- 2010年7月、子会社EMCOM証券が外国為替証拠金取引事業及び有価証券取引事業を譲渡しEMCOM CAPITALに商号変更（後にPHYLLITEへ吸収合併）[2]。
- 2012年1月31日、子会社EMCOMエンタテイメントがK-1興行の主催会社「K-1グローバルホールディングス」を買収[3]。
- 2012年3月
  - 子会社EMCOM CONSULTINGを売却[4]。前月には中国現地法人2社も売却し、金融・システム事業の規模を大幅に縮小。
  - イーツアー株式会社を連結子会社化し、旅行商品販売事業に参入[5]。
- 2012年4月、子会社のEMCOMトレーディング（後のPHYLLITE）が資源流通事業に本格参入[6]。
- 2012年11月
  - 「K-1グローバルホールディングス」が、第三者割当増資のため連結の範囲から除外される[7]。
  - イーツアー株式会社の株式を売却し、旅行商品販売事業から撤退[8]。
  - HYUNDAI IT JAPAN 株式会社と業務提携し、ディスプレイ販売事業に参入[9]。
- 2013年5月9日、EMCOM株式会社の買収・商号変更等の一連の企業再編が実質的存続性の喪失にあたるとされ[10]、猶予期間も経過し上場廃止[11][12]。